# Рахмонов, Зарулло Хусенович
Рахмо́нов Зарулло́ Хусе́нович (род. 10 декабря 1958) — советский и таджикский математик, специалист по теории чисел. Доктор физико-математических наук, профессор Таджикского национального университета, академик Национальной академии наук Таджикистана.
С 1999 и по нынешний день занимает должность директора Института математики имени А. Джураева Национальной академии наук Таджикистана. Автор более 240 научных публикаций, внесших значительный вклад в развитие современной математики и теории чисел. Под его руководством подготовлено более 25 кандидатов и докторов наук.  
Является ярким представителем таджикской школы теории чисел и учеником  выдающихся математиков в области теории чисел, профессоров А.А. Карацубы и В.Н. Чубарикова. Профессор А.А.Карацуба в свою очередь является учеником выдающего советского математика, академика И.М.Виноградова.

## Биография

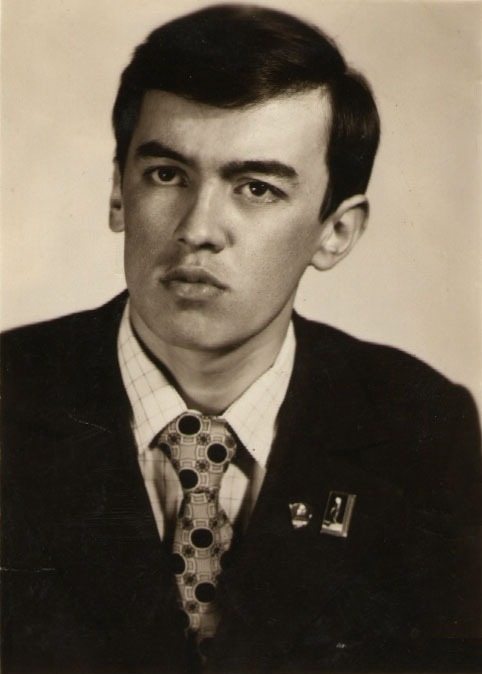
(1982 г.) Рахмонов З.Х., аспирант механико-математического факультета МГУ им. М.В.Ломоносова

Родился 10 декабря 1958 года в Ганчинском районе (ныне Деваштич) Согдийской области Таджикской ССР в семье рабочего. Отец, Рахмонов Хусейн Рахмонович (30.06.1930 — 10.02.2002), плотник . Мать, Садриддинова Нисолат Садриддиновна (30.06.1930-04.07.2015), рабочая, воспитатель детского сада. Старший из семерых детей. С детства увлекался математикой. В 1976 году закончил среднюю школу №16 Ганчинского района и поступил в Таджикский национальный университет.  
Женат, имеет трех сыновей, а также шесть внуков с внучками. Все его сыновья являются математиками и выпускниками МГУ им. Ломоносова. Жена – Саломова Мохира Бободжоновна, врач-педиатр, бывший преподаватель кафедры медицинской подготовки Таджикского национального университета, сейчас на пенсии.  
В 1979 году продолжил учебу на механико-математическом факультете Московского Государственного университета им. М.В. Ломоносова. Курсовые работы З.Х. Рахмонова были посвящены теореме Г.Ф. Вороного о числе целых точек под гиперболой (3-курс), вывод асимптотических формул среднего значения степеней функции  {\displaystyle \tau (n)} с помощью их производящих функций (4-курс), дипломная работа посвящена выводу асимптотической формулы для количества чисел, являющихся суммой двух квадратов простых чисел в интервалах малой длины. 
В 1982 году, после окончания университета, по рекомендации Ученого совета механико-математического факультета МГУ поступил в аспирантуру отделения математики по специальности 01.01.06 – математическая логика, алгебра и теория чисел. В 1986 году под руководством А.А. Карацубы и В.Н. Чубарикова защитил кандидатскую диссертацию на тему «Распределение значений характеров Дирихле» в Диссертационном Совете Д.053.05.05 при МГУ им. М.В. Ломоносова. 
Возвратившись в Таджикистан, в 1986 году начал трудовую деятельность как ассистент на кафедре алгебры и теории чисел Таджикского национального университета, а в 1987 году был избран старшим преподавателем и в 1991 году – доцентом этой кафедры. С января 1992 года по декабрь 1994 года проходил докторантуру и 4 октября 1996 году на Диссертационном Совете Д.053.05.05 при МГУ им. М.В. Ломоносова защитил докторскую диссертацию на тему «Простые числа и средние значения функции Чебышева», по специальности 01.01.06 – математическая логика, алгебра и теория чисел. 
В 1996 году избран заведующим кафедрой алгебры и теории чисел Таджикского Национального университета.  
С 1999 года и по нынешний день является директором Института математики им. А. Джураева Академии наук Республики Таджикистан. 
В 2000 году он избран членом-корреспондентом Академии наук Республики Таджикистан.  
В 2012 году Рахмонову З.Х. присвоено ученое звание профессора по специальности ««Математическая логика, алгебра и теория чисел».  
В 2017 году избран академиком Академии наук Республики Таджикистан.  
В 2011 году Правительством Республики Таджикистан ему была присуждена медаль «20 лет независимости Республики Таджикистан».   
Профессор А.А. Карацуба охарактеризовал его научные достижения:  "Рахмонов З.Х. является крупным специалистом в области аналитической теории чисел. Ему принадлежат выдающиеся результаты о распределении чисел Гольдбаха и чисел Харди-Литтлвуда в коротких арифметических прогрессиях, в проблеме средних значений функции Чебышева и проблеме нулей дзета-функции Римана, лежащих в коротких прямоугольниках критической полосы, в оценках коротких тригонометрических сумм с простыми числами и проблеме Гольдбаха с почти равными слагаемыми. В последние годы Рахмонов З.Х. получил рекордный результат в проблеме Сельберга, касающейся нулей дзета-функции Римана, лежащих на коротких промежутках критической прямой. Рахмонов З.Х. является также первоклассным специалистом в алгебре, анализе, топологии, теории функций комплексного переменного".  
Профессор В.Н.Чубариков в 2019 г. писал о нем: "Зарулло Хусенович Рахмонов является прекрасным человеком, и ему присуща отзывчивость к людским проблемам. Более 20 лет З.Х. Рахмонов занимает должность директора Института математики им. А. Джураева Академии наук Республики Таджикистан. В труднейших условиях конца 90-их ему удалось сохранить научный потенциал Института и организовать подготовку молодых математиков через аспирантуру. Руководимый им Институт по всем наукометрическим показателям занимает ведущее место среди научно-исследовательских учреждений АН РТ. Двери его кабинета всегда открыты для любого сотрудника института, любого, кто нуждается в его совете и помощи. Отметим, что его заслуга при подготовке кадров в Республике Таджикистан очень велика. Его ученики работают в разных ВУЗах республики. В институте математики им. А.Джураева АН РТ функционирует Диссертационный совет по двум специальностям, З.Х. Рахмонов является председателем этого Диссертационного Совета. Он уделяет особое внимание расширению научных связей с ведущими научными центрами за рубежом."  

## Основные научные результаты[3]
Работы З.Х. Рахмонова представляют собой систематическое исследование по теории периодических арифметических функций, на основе тонких комбинаторных теоретико-числовых и теоретико-функциональных методов и идей, развитых в последние годы как самим З.Х. Рахмоновым, так и другими известными математиками. Уже первые работы З.Х. Рахмонова явились существенным вкладом в решение проблемы Ю.В. Линника о наименьшем гольдбаховом числе в арифметической прогрессии. В них он искусно применил известный метод тригонометрических сумм И.М.Виноградова, что позволило обобщить теорему И.М. Виноградова о нетривиальной оценке сумм значений характеров Дирихле по простому модулю от последовательности сдвинутых простых чисел на случай, когда модуль характера есть произвольное натуральное число, и существенно продвинуться в уточнении результатов известного финского математика М. Ютилы.
В 2018 году издательством Springer был опубликован сборник выдающихся работ по теории чисел "Irregularities in the Distribution of Prime Numbers", который включает в себя открытые вопросы и новые направления для будущих исследований, представленные в доступной и самостоятельной форме. В сборнике представлено семь выдающихся работ по теории чисел. Авторская работа З.Х.Рахмонова "Sums of values of nonprincipal characters over shifted primes" вошла в этот сборник и расположилась наряду с работами таких известных математиков, как Теренс Тао, Джеймс Майнард и другие.

Суммы значений неглавных характеров по последовательности сдвинутых простых чисел. Гольдбахово число.
Вопрос распределения значений неглавного характера на последовательностях сдвинутых простых чисел рассматривался еще И.М.Виноградовым. С помощью своего метода тригонометрических сумм он в 1943 г. показал первый результат: 
{\displaystyle \bullet } если {\displaystyle q} - простое нечётное, {\displaystyle (l,q)=1,\ \chi (a)}  - неглавный характер по модулю {\displaystyle q}, {\displaystyle \Lambda (n)} - функция Мангольдта, тогда для суммы {\displaystyle T_{1}(\chi )=\sum \limits _{n\leq x}\Lambda (n)\chi (n-l)} справедлива оценка
{\displaystyle \vert T_{1}(\chi )\vert \ll x^{1+\varepsilon }{\Big (}{\sqrt {{\frac {1}{q}}+{\frac {q}{x}}+x^{-{\frac {1}{6}}}}}{\Big )}.}
Гольдбаховым числом называют число, представимое в виде суммы двух нечетных простых чисел. Задача о распределении таких чисел в “коротких” арифметических прогрессиях
возникла при попытке решить бинарную проблему Гольдбаха. Первый результат условного характера здесь принадлежит Ю.В.Линнику. В 1952 г. он показал: 
{\displaystyle \bullet } в предположении расширенной гипотезы Римана имеет место неравенство {\displaystyle G(D,l)\leq D\ln 6D},
где {\displaystyle G(D,l)} - наименьшее Гольдбахово число в арифметической прогрессии {\displaystyle Dk+l,k=0,1,2,...}.
В дальнейшем над улучшением этого результата, начиная с 1943г. до 2017г. работали различные выдающиеся математики, такие как сам И.М.Виноградов (1943), А.А.Карацуба (1968), М.Ютила (1968), К.Прахар (1976, 1984), Ю.Ванг (1977), Дж.Б. Фридландер, К.Гонг и И.Е.Шпарлинский (2010), Рахмонов З.Х. (1986, 1995, 2013, 2017).
На сегодняшний день З.Х. Рахмонову принадлежат самые лучшие оценки суммы {\displaystyle T_{1}(\chi )} и Гольдбахова числа {\displaystyle G(D,l)} в арифметической прогрессии. Он также обобщил эти результаты для составного модуля:
{\displaystyle \bullet } (Рахмонов З.Х., 1986г.) Для достаточно большого натурального числа {\displaystyle D} справедлива (безусловная) оценка {\displaystyle G(D,l)\ll D^{c+\varepsilon }}, где {\displaystyle G(D,l)} - наименьшее Гольдбахово число в арифметической прогрессии {\displaystyle Dk+l,k=0,1,2,...}., {\displaystyle \varepsilon } – бесконечно малая постоянная, {\displaystyle c} - специально высчитываемая константа.
{\displaystyle \bullet } (Рахмонов З.Х., 2017г.) Пусть {\displaystyle D}-достаточно большое натуральное число, тогда для неглавного характера {\displaystyle \chi } по модулю {\displaystyle D}, при {\displaystyle x\geq x^{{\frac {5}{6}}+\varepsilon }}, {\displaystyle (l,D)=1}, справедлива нетривиальная оценка вида  {\displaystyle \sum \limits _{n\leq x}\Lambda (n)\chi (n-l)\ll _{\varepsilon }x\exp {\Big (}-0.6{\sqrt {\ln D}}{\Big )}} для суммы значений {\displaystyle \chi } по последовательности сдвинутых простых чисел. 
Средние значения функций Чебышева и их приложения

Некоторые публикации:
- О распределении значений характеров Дирихле // УМН. 1986. Т. 41.№ 1.С. 201 – 202.
- Об оценке суммы характеров с простыми числами // Доклады Академии наук Таджикский ССР. 1986. Т. 29. № 1. С. 16 – 20.
- О распределении значений характеров Дирихле и их приложения // Труды МИАН. 1994. Т. 207. С. 286 – 296.
- Тернарная задача Эстермана с почти равными слагаемыми. Матем. заметки, 2003, 74:4, 564—572
- Теорема о среднем значении функций Чебышева. Изв. РАН. Сер. матем., 1994, 58:3, 127—139
- Оценка плотности нулей дзета-функции Римана. УМН, 1994, 49:2, 161—162
- Теорема о среднем значении $\psi(x,\chi)$ и ее приложения. Изв. РАН. Сер. матем., 1993, 57:4, 55-71
- Распределение чисел Харди-Литтлвуда в арифметических прогрессиях. Изв. РАН. Сер. матем., 1989, 53:1, 211—224
- Суммы значений неглавных характеров по последовательности сдвинутых простых чисел, Тр. МИАН, 299 (2017), 234—260
- «Оценка коротких кубических двойных тригонометрических сумм с „длинным“ сплошным суммированием», Чебышевский сб., 17:1 (2016), 217—231
- «Суммы характеров по модулю свободного от кубов на сдвинутых простых», Чебышевский сборник., 17:1 (2016), 201—216
- «Короткие суммы Г. Вейля и их приложения», Чебышевский сборник., 16:1 (2015), 232—247
- Суммы характеров с простыми числами, Чебышевский сборник., 15:2 (2014), 73-100